# Backa, Katrineholm
Backa är en stadsdel i södra Katrineholm. Stadsdelen ligger norr om Duveholmssjön och öster om stadsdelen Nävertorp. Här finns bland annat Backavallen, Woodyhallen och Duveholmsgymnasiet. Bussförbindelser från övriga delar av stan finns med linje 182.